# Ibn Warraq

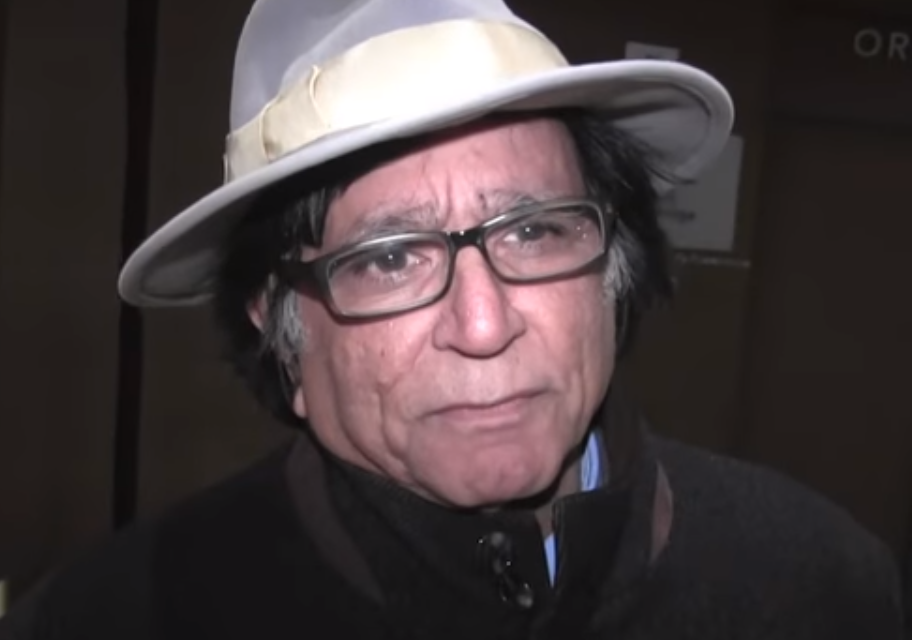
Ibn Warraq, 2018

Ibn Warraq (arabisch ابن وراق, DMG Ibn Warrāq) ist das Pseudonym eines Autors (* 1946 in Rajkot, Indien), der sich als Apostat vom Islam abgewandt hat. Bekanntheit erreichte er mit seiner Forderung nach einem „Kalten Krieg“ der „Aufgeklärten“ gegen den Islam. Das Pseudonym Ibn Warraq wurde traditionellerweise von kritischen Denkern im Islam angenommen.

## Leben
Ibn Warraq wurde in seiner Kindheit nicht religiös erzogen. Sein Vater wäre gerne Schriftsteller geworden, musste jedoch Kaufmann werden.
Zwar fühlte Ibn Warraq sich stets als Skeptiker, hatte jedoch als junger Mann eine Identitätskrise, in der er sich kurzzeitig dem Islam öffnete. Schließlich jedoch obsiegte der Skeptizismus und er wandte sich Philosophen wie Baruch Spinoza, Immanuel Kant, Gottfried Wilhelm Leibniz und David Hume zu.
Ibn Warraq studierte an der Universität Edinburgh bei dem Orientalisten William Montgomery Watt.
Im Jahre 1993 begann er, entsetzt über die Reaktionen westlicher Intellektueller auf die Todes-Fatwa des Ajatollah Khomeini gegen den Schriftsteller Salman Rushdie, mit den Arbeiten an seinem Buch Warum ich kein Muslim bin (der Titel lehnt sich an Bertrand Russells Buch Warum ich kein Christ bin an). Als es 1995 erschien, war er Professor für britische und amerikanische Kultur in Toulouse. Aus Angst, ein zweiter Salman Rushdie zu werden, legte er sich das Pseudonym Ibn Warraq zu und verheimlichte dies sogar seiner Familie.

## Wirken
In seinen Büchern kritisiert Ibn Warraq offen den Islam und die Reaktionen der westlichen Welt auf islamisch legitimierte menschenrechtswidrige Gepflogenheiten. Er wirft westlichen Intellektuellen vor, nicht in der Lage zu sein, „das kostbare Gut der Freiheit zu verteidigen“.
Eine Kernforderung Ibn Warraqs ist der Kalte Krieg der Aufgeklärten gegen den Islam, dessen Unterscheidung vom Islamismus er für irreführend hält, weil der Islam keine friedliche Religion sei (im Gegensatz zu Muslimen). So enthalte der Koran etwa Forderungen, wonach Männer ihre Frauen schlagen dürften. Dies sei Ausdruck dafür, dass er nicht liberal ausgelegt werden könne, sondern an sich in Frage gestellt werden müsse. Ein „heißer Krieg“ gegen den Islam könne nicht gewonnen werden.
Ibn Warraq unterscheidet drei „Schichten des Islam“: Koran, Auslegung durch die Theologen und die tägliche Praxis – „die war meistens liberaler und toleranter als das, was die Schriftgelehrten uns vermitteln wollten“.
Er gehört zu den Unterzeichnern des Manifestes der 12 gegen den Islamismus als „neue totalitäre Bedrohung“.

Ibn Warraq nennt, im Anschluss an Sebastian Gorka, vier islamische Autoren, die die Ideologie des kriegerischen Islamismus, den Jihadismus, mit ihren Hauptschriften am stärksten geprägt haben:

„Sayyid Qutb’s Milestones; Abdallah Yusuf Azzam’s The Defense of Muslim Lands; Ayman al-Zawahiri’s Knights under the Prophet’s Banner; and Brigadier S. K. Malik’s The Quranic Concept of Power.“

## Werke
- Leaving the Allah Delusion Behind. Atheism and Freethought in Islam. Schiler & Mücke, Berlin 2020, ISBN 978-3-89930-256-1.
- Why the West is Best: A Muslim Apostate's Defense of Liberal Democracy, Encounter Books 2011, ISBN 978-1594035760.

- Die Anwendung historischer Methoden und die Forderung nach Wohlwollen gegenüber dem Islam. In: Markus Groß, Karl-Heinz Ohlig (Hrsg.): Die Entstehung einer Weltreligion I. Von der koranischen Bewegung zum Frühislam. Schiler, Berlin 2010, ISBN 978-3-89930-318-6.
- Defending the West: A Critique of Edward Said's Orientalism. Prometheus Books, 2007, ISBN 1-59102-484-6
- Why I Am Not a Muslim. Prometheus Books, 1995, ISBN 0-87975-984-4
- Warum ich kein Muslim bin (zusammen mit Taslima Nasreen), Matthes & Seitz Berlin, Berlin 2004, ISBN 3-88221-838-X
- als Herausgeber: Which Koran?: Variants, Manuscripts, And the Influence of Pre-islamic Poetry. Prometheus Books, 2007, ISBN 1-59102-429-3
- als Herausgeber: Leaving Islam: Apostates Speak Out. Prometheus Books, 2003, ISBN 1-59102-068-9
- als Herausgeber und Übersetzer: What the Koran Really Says: Language, Text, and Commentary. Prometheus Books, 2002, ISBN 1-57392-945-X
- als Herausgeber und Übersetzer: Quest for the Historical Muhammed. Prometheus Books, 2000, ISBN 1-57392-787-2
- als Herausgeber: Origins of the Koran: Classic Essays on Islam's Holy Book. Prometheus Books, 1998, ISBN 1-57392-198-X